# Секретарица (филм)
Секретарица (енгл. Secretary) је филмска драма режисера Стивена Шејнберга. Главне улоге играју Џејмс Спејдер и Меги Џиленхол. Филм је базиран на краткој причи Мери Гејтскил Bad Behavior.

## Радња
Ли Холовеј, лако срамежљива, привлачна девојка са израженим мазохистичким склоностима, отпуштена је из болнице, где је завршила због самоповређивања, учи да куца и добија посао секретарице господина Греја. Греј не воли компјутере и обавештава Ли да ће морати да ради на писаћој машини.
У почетку се чини да је Греј изнервиран грешкама нове секретарице, али после неког времена постаје јасно да је сексуално узбуђен због њеног покоравања. Греј наређује Ли да престане да се самоповређује и почиње да практикује БДСМ са њом. Ли се дубоко заљубљује у Греј, али се и сам повремено стиди своје везе са њом. После још једне БДСМ сесије, отпушта Лија.
Паралелно са везом са Грејем, Ли покушава да се састане са старим познаником из школе, Питером, након што је отпуштена, она пристаје да се уда за њега. Међутим, Ли бежи са промеравања венчанице и одлази у Грејеву канцеларију, где му изјављује љубав. Греј одлучује да тестира Лија и наређује му да седне на столицу, стави руке на сто и да се не помера док се не врати. Три дана касније, Едвард Греј се враћа у канцеларију и води Ли у свој дом, након чега се жени њоме.

## Улоге
| Глумац         | Улога             |
| -------------- | ----------------- |
| Џејмс Спејдер  | Е. Едвард Греј    |
| Меги Џиленхол  | Ли Холовеј        |
| Џереми Дејвис  | Питер             |
| Лесли Ен Ворен | Џоун Холовеј      |
| Стивен Макхати | Берт Холовеј      |
| Џесика Так     | Триша О’Конор     |
| Оз Перкинс     | Џонатан           |
| Ејми Локејн    | сестра Ли Холовеј |
| Патрик Бошо    | др Твордон        |